# Ніс (повість)
«Ніс» (рос. Нос, у старій орфографії Носъ) — сатирична повість, написана Миколою Гоголем протягом 1832—1834 років. Вперше опублікована в журналі «Современник» у 1836 році.

## Історія створення
Твір Микола Гоголь писав протягом 1832—1834 років. Ідея повісті народилася з нереалізованої п'єси «Володимир ІІІ ступеня». У 1835 року автор хотів публікувати повість в журналі «Московський наблюдатель», але керівництво журналу відмовилося це робити, назвавши твір поганим та банальним. Згодом 1836 твір було опубліковано в журналі який видавав Олександр Пушкін «Современник».
Повість була змінена в угоду цензурі. Було змінено фінал, та місця деяких подій. Наприклад у цензурованій версії повісті головний герой прокидався, і виявлялось, що це все був сон. Також замість Казанського собору події були перенесені в Гостинний двір.

## Персонажі
- Платон Кузьмич Ковальов — головний герой, Колезький асесор
- Іван Якович — цирюльник
- Олександра Григорівна Підточина — штаб-офіцерша
- Поліцмейстер

## Сюжет
25 березня цирульник Іван Якович під час сніданку виявляє у хлібі, що йому спекла дружина, ніс колезького асесора Ковальова, якого він голить щосереди та щонеділі. Цирульник загортає ніс у ганчірку й викидає його з Ісакієвського моста.
Колезький асесор Ковальов  (для більшої важливості іменує себе майором — згідно тодішньому табелю про ранги посада колезького асесора відповідала армійському званню майора), який будує кар'єру чиновника, несподівано прокидається вранці без носа, а замість нього виявляє зовсім гладке місце. «Чорт зна що, яка погань! — вигукує він плюнувши, — хоча б уже що-небудь було замість носа, а то нічого!…» Він прямує до обер-поліцмейстера, щоб заявити про пропажу, але по дорозі несподівано зустрічає власний ніс в шитому золотому мундирі, капелюсі статського радника і при шпазі. Ніс застрибує до карети та направляється в Казанський собор, де побожно молиться. Вражений Ковальов біжить за ним і просить ніс повернутися, але той, з усією поважністю, гідною владної розмови з молодшим чином, заявляє, що не розуміє, про що йдеться, і вислизає від господаря. Ковальов вирушає до редакції газети, щоб дати оголошення про пропажу носа, але там йому відмовляють, побоюючись, що таке скандальне оголошення завдасть шкоди репутації видання. Ковальов кидається до часного пристава, але той, бувши не в настрої, лише заявляє, що пристойній людині носа не відірвуть. Відтоді трапляється багато випадків, коли люди бачать ніс, що розгулює по місту. Одного дня до Ковальова приходить квартальний і віддає йому згорток, в якому був ніс. За його словами ніс перехопили, коли той за фальшивим паспортом прямував до Риги. Проте ніс зовсім не хоче повертатися на колишнє місце. Навіть покликаний лікар не зміг зарадити. Через два тижні, 7 квітня Ковальов прокидається, і бачить, що ніс, все ж, повернувся. Життя повертається до нормального.

## Ідея повісті
Загублений ніс символізує імідж людини, який може існувати сам по собі, чого не скажеш про його власника. І сам головний герой втративши таку цінну річ не може нічого вдіяти, навіть піти до когось в гості. Для нього, як людини яка хоче побудувати кар'єру — це трагедія. Також автор має на увазі, що імідж в суспільстві ціниться більше ніж сама людина (відокремлений ніс в повісті ходить в мундирі посадовця, на три чини вищого за колезького асесора). Микола Гоголь намагається висміяти суспільство яке цінить чини, імідж більше ніж саму особистість. Автор намагався показати людину, що ганяється за високим статусом, але пусту в середині.

## Оцінки
- Фадей Булгарін писав, що повість занадто вульгарна.[2]
- Степан Шевирьов, назвав цю повість найгіршим літературним твором автора.
- Олександр Пушкін, видавець журналу де вперше опублікували повість:

 «М. В. Гоголь довго не погоджувався на надрукування цього жарту, але ми знайшли в ньому так багато несподіваного, фантастичного, веселого, оригінального, що умовили його дозволити нам поділитися з публікою задоволенням, яке доставив нам його рукопис» 
- Ігор Розен, письменник, друг Пушкіна[3]:

 «… немає ні форми, ні послідовності, ніякого зв'язку навіть в думках; все, від початку до кінця, є незбагненна нісенітниця, чому огидне представляється ще огиднішим! Чого ж хотів Пушкін своєю приміткою до цієї повісті? <…> Чи він хотів знущатися над смаком публіки, рекомендуючи їй, під виглядом несподіваного, фантастичного, веселого, оригінального, — таку безглузду єралаш?» 

## Екранізації

### Фільми
- 1965 —  СРСР — «Ніс»
- 1971 —  Польща — «Ніс»
- 1977 —  СРСР — «Ніс»
- 2010 —  Росія — «Щасливий кінець» (фільм лише за мотивами оригінальної повісті, дія перенесена в сучасність)

### Мультфільми
- 1963 —  Франція — «Ніс»
- 1966 —  США — «Ніс»
- 1997 —  Росія — «Ніс майора»
- 2020 —  Росія — «Ніс, або змова Маверікса»

## Переклади
- 1918 — Друкарня руської католичної видавничої спілки, переклад Володимира Держирука (pdf, archive.org)

## Пам'ятники носу
- У Києві існує жартівливий пам'ятник носу Гоголя. Встановлений в липні 2006 року.
- У місті Брестя, на вулиці Миколи Гоголя існує вуличний ліхтар у формі носа одягненого в мундир. Встановлений 2013 року.[4]
- У Петербурзі існує пам'ятник «Ніс майора Ковальова». Встановлений 1995 року.

## Інші твори мистецтва пов'язані з носом
- 1928 року композитором Дмитром Шостаковичем написана опера Ніс.
- Джанні Родарі написав казку «Як втік ніс», на основі Гоголівської повісті